# Kebon Agung (Kaliwates)
Kebon Agung is een bestuurslaag in het regentschap Jember van de provincie Oost-Java, Indonesië. Kebon Agung telt 6298 inwoners (volkstelling 2010).